# Contea di Liuba
La contea di Liuba (留坝县S, Liúbà XiànP) è una contea della Cina, situata nella provincia dello Shaanxi e amministrata dalla prefettura di Hanzhong.